# اومئو انرژی

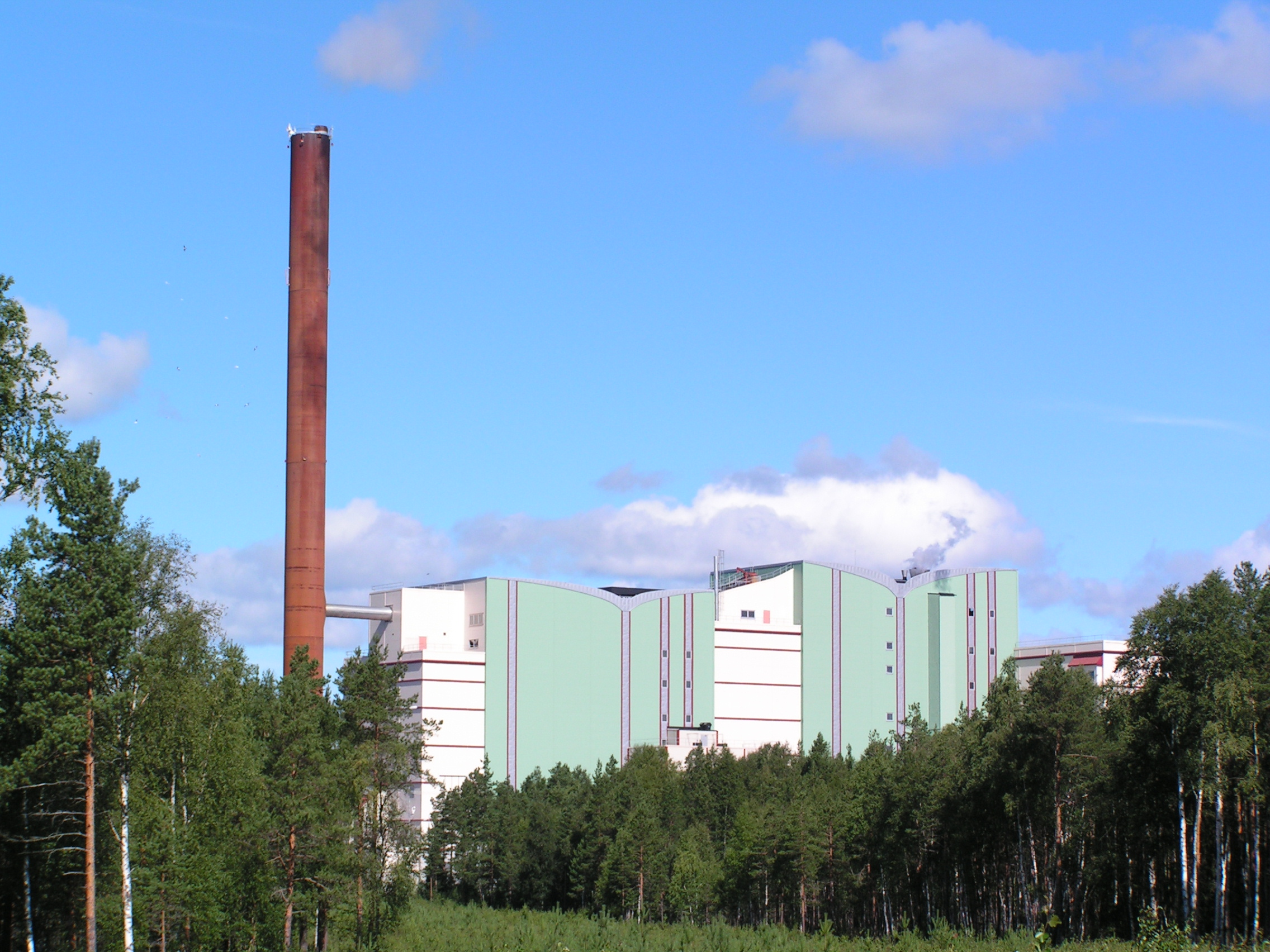
The Dava CHP plant

اومئو انرژی (به سوئدی: Umeå Energi) یک شرکت مرتبط با برق و مخابرات است که در شهر اومئو، سوئد قرار دارد.
این شرکت در زمینه تولید و توزیع انرژی الکتریکی، مخابرات و پهن‌باند فعالیت میکند و در سال ۱۸۸۷ میلادی تأسیس شده است.